# 니콜라스 바예호
니콜라스 바예호(스페인어: Javier Nicolás Vallejo, 2004년 9월 18일~)는 아르헨티나의 축구 선수로, 타예레스와 아르헨티나 연령별 대표팀에서 공격수로 활동하고 있다.